# Lothar Eiermann
Lothar Eiermann (* 2. März 1945 in Stühlingen; † 10. Februar 2024 in Schwäbisch Hall) war ein deutscher Koch.

## Beruflicher Werdegang
Eiermann musste 1959 das Gymnasium verlassen, als sein Vater starb. Er lernte den Kochberuf in Höchenschwand (Schwarzwald). Dort arbeitete er im Anschluss 1962 auch als Commis de Cuisine, bevor er für drei Jahre in die Schweiz ging. Bis 1964 hatte er die Positionen eines Commis, dann des Demichef de Cuisine im Hotel Baur au Lac in Zürich inne, dann arbeitete er als Saucier und Souschef im Restaurant La Grappe d’Or in Lausanne, wo häufiger Charles Chaplin samt Familie bekocht wurde.
1967 wurde Eiermann Küchenchef im Hotel Victoria in Glion. Dann kehrte er nach Baden-Württemberg zurück, Von 1968 bis 1970 war er Chef Rôtisseur und Gardemanger im Hotel-Restaurant Erbprinz in Ettlingen und legte die Prüfung zum Küchenmeister ab. Von 1970 bis 1972 absolvierte Eiermann ein Studium der Betriebswirtschaftslehre an der Fritz-Gabler-Schule (Höhere Hotelfachschule) in Heidelberg und arbeitete dann als Management Trainee in Schottland und England.
Ab 1973 wurde Eiermann Direktor und Küchenmeister des Gourmet-Restaurants im Fünf-Sterne Superior Hotel Wald- & Schlosshotel Friedrichsruhe in Friedrichsruhe. 1974 wurde das Gourmetrestaurant mit einem Michelinstern ausgezeichnet, von 1979 bis 1984 und 1988 bis 1998 mit zwei Sternen.
Ende 2008 ging er dort nach 35 Jahren in den Ruhestand. Am 10. Februar 2024 starb er nach schwerer Krankheit. Seine letzte Ruhestätte fand Eiermann auf dem Friedhof von Zweiflingen im Hohenlohekreis.

## Bedeutung
Eiermann hat wesentlich zur Erneuerung der Spitzengastronomie in Deutschland beigetragen. Sein Wirken als renommierter Küchenchef und Altmeister seines Fachs war maßgeblich von der Haute Cuisine beeinflusst. Darüber hinaus vertrat er eine nachhaltige und ganzheitliche Haltung gegenüber dem Kochberuf, deren ethische Voraussetzung der Respekt vor Tieren und Pflanzen ist. Zudem legte er großen Wert auf den Eigengeschmack der Produkte, bevorzugte beim Braten von Fleischspeisen extrem niedrige Temperaturen und tranchierte die Stücke erst vor dem Servieren. Sehr wichtig war das Kochen/Braten der Fleischstücke im Ganzen. So war die Spezialität des Hauses eine ganze Barbarie-Ente, die in mehreren Gängen serviert wurde.
1979 richtete er sich in einem offenen Brief mit der Überschrift „Adieu à un Roi“ („Abschied von einem König“) gegen Paul Bocuse, weil dieser zum Ärger Eiermanns anfing, Dosensuppen unter seinem Namen zu vermarkten. Bocuse bezeichnete ihn daraufhin als „Arschloch“ und richtete sich an den Fürsten zu Hohenlohe, er solle die Anstellung von Eiermann überprüfen. Auch deutsche Spitzenköche wie Eckart Witzigmann und Franz Keller distanzierten sich in einem gemeinsam verfassten Brief von Eiermann.

## Auszeichnungen
- 1974: Ein Stern im Guide Michelin
- 1977 Goldene Pfeffermühle (verliehen von Klaus Besser)
- 1979–1983: Zwei Sterne im Guide Michelin
- 16 Punkte im Gault-Millau
- 4 „F“ in Der Feinschmecker
- 2007: „Koch des Jahres“ im Großen Hotel & Restaurant Guide[13]
- 2009: „Grand Chef auf Lebenszeit“, Relais & Châteaux,[14]  als bisher einziger Nicht-Franzose[1]

## Publikationen
- Lothar Eiermann, Gerhard Polt, Roland Bauer (Fotografien): Starke Stücke – oder: Der ganze Geschmack. Kulinarische Ur-Erfahrungen aus dem Wald & Schlosshotel Friedrichsruhe – und aus den Kindertagen des Lausbuben G. Künzelsau 2003 ISBN 3-89929-005-4